# 落卜镇
落卜镇，是中华人民共和国四川省泸州市叙永县下辖的一个乡镇级行政单位。

## 行政区划
落卜镇下辖以下地区：
河东社区、河西社区、云山坝村、硐坪村、红星村、草坝村、新华村、大屯村、三台村、大树村和三家坝村。